# No Games No Fun
No Games No Fun – album studyjny byłej członkini niemieckiego zespołu Atari Teenage Riot Hanin Elias, wydany w 2003 roku przez jej własną wytwórnię Fatal Recordings. W nagraniach utworów wzięli udział tacy muzycy jak Alec Empire, Merzbow i Alexander Hacke.

## Lista utworów
1. „Catpeople” – 1:47
2. „One of Us” – 3:34
3. „Falling” – 4:02
4. „Spirits in the Sky” – 3:29
5. „Wanting a Machine” – 4:19
6. „You Suck” – 2:26
7. „Drop Out” – 3:29
8. „Rockets Against Stones” – 5:13
9. „Blue” – 4:42
10. „The Bee” – 4:49
11. „Tonight” – 3:22
12. „No Games No Fun” – 3:37
13. „Falling Deep” – 3:43